# عقرب‌ماهی‌سانان
عقرب‌ماهی‌سانان (نام علمی: Scorpaeniformes) نام یک راسته از رده پرتوبالگان است.

## طبقه بندی
راسته Scorpaeniformes
- Suborder سیاه‌ماهیان

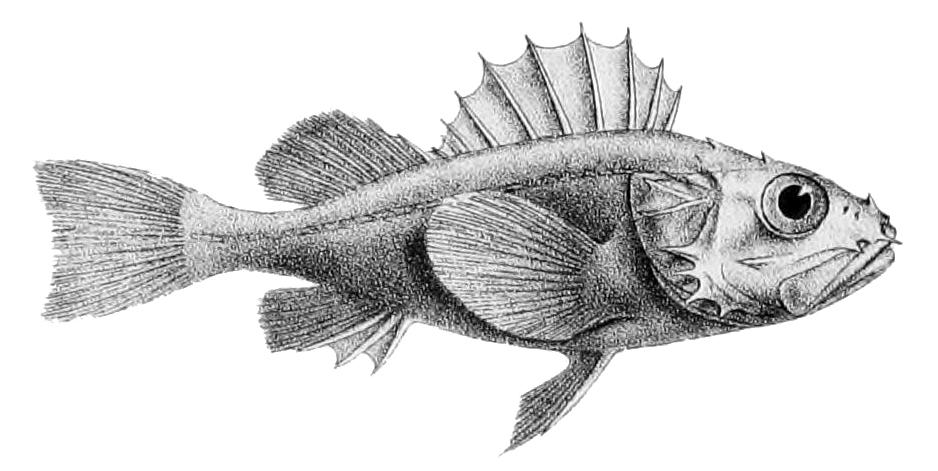
زبره‌ماهیان: Deepwater scorpionfish, Setarches guentheri

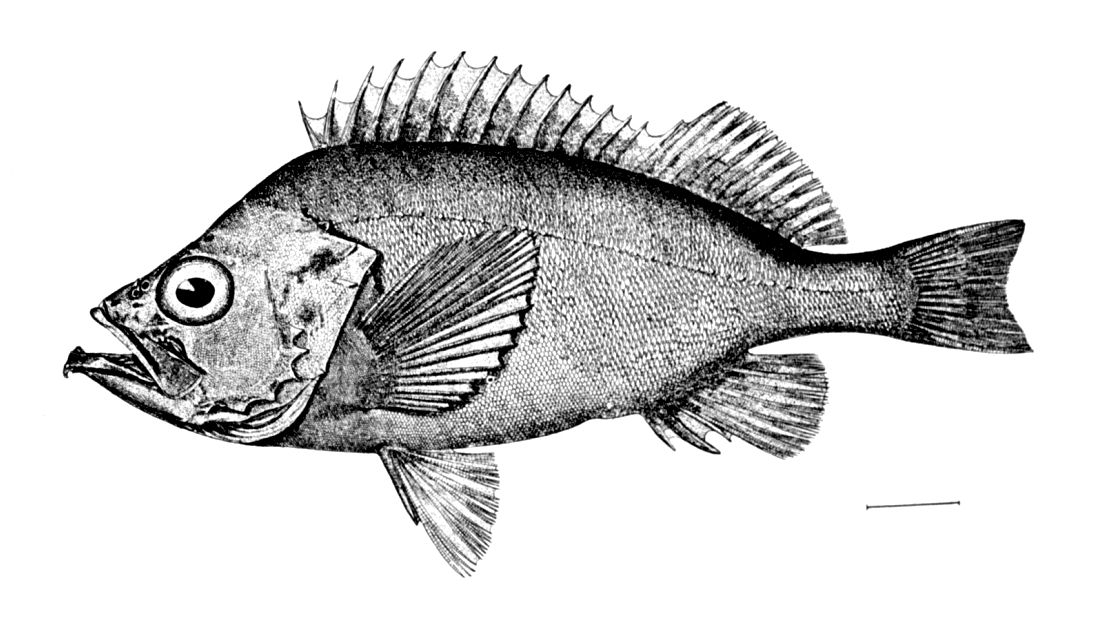
صخره‌ماهیان: سوف سرخ, Sebastes marinus

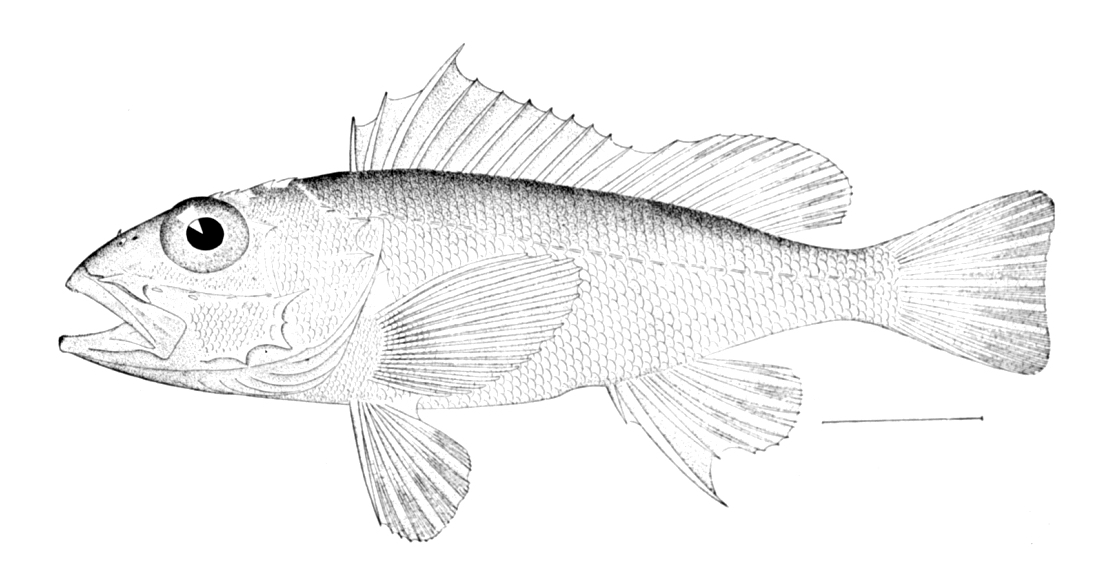
عقرب‌ماهیان: Longspine scorpionfish, Pontinus longispinis

  - سیاه‌ماهیان (شبدیزماهی و روغن‌ماهی سیاه)
- زیرراسته لنگرماهی
  - بالاخانواده لنگرماهی
    - خارچتری‌های ژرفازی (خارچتری‌های ژرفازیs)
    - سرسوسماری (poachers)
    - لنگرماهی‌های جنوبگان
    - روغنی‌ماهی بایکال (روغنی‌ماهی بایکالes)
    - لنگرماهیان
    - لنگرماهی بایکال (لنگرماهی بایکالs)
    - لنگرماهیان سرگاوی ژرف‌زی (لنگرماهیان سرگاوی ژرف‌زیs)
    - Hemitripteridae
    - لنگرماهی فلسی (لنگرماهی فلسیs)[۵]
    - ماهیان کله‌گنده (ماهیان کله‌گندهs)
    - ماهی باله‌پا (ماهی باله‌پا)

  - بالاخانواده Cyclopteroidea
    - ماهی مکشی (ماهی مکشیs)
    - حلزون‌ماهی (حلزون‌ماهیes)
- Suborder خروسک‌ماهی پرنده
  - خروسک‌ماهی پرنده (خروسک‌ماهی پرنده)
- زیرراسته درازماهیان سبز
  - درازماهیان سبز (درازماهیان سبزs)
- Suborder لنگرماهی ذره‌ای
  - لنگرماهی ذره‌ای
- زیرراسته عقرب‌ماهی‌سانان
  - ماهیان سرپخ ژرف‌زی (ماهیان سرپخ ژرف‌زیs)
  - Hoplichthyidae (ghost flatheads)
  - Parabembridae[۶]
  - زمین‌کن‌ماهیان (زمین‌کنs)
- زیرراسته عقرب‌ماهی‌سانان
  - زنبورماهیان[۷]
  - مخمل‌ماهی (مخمل‌ماهیes)
  - مخمل‌ماهی دایره‌ای (مخمل‌ماهی دایره‌ایes)
  - خوک‌ماهیان (خوک‌ماهیان و خوک‌ماهیان)
  - Eschmeyeridae
  - مخمل‌ماهی سرخ (مخمل‌ماهی سرخ)
  - عقرب‌ماهیان خروسکی[۷]
  - پوزماهی استرالیایی (پوزماهی استرالیاییes)
  - خروسک‌ماهی زره‌پوش[۸]
  - خوک‌ماهی دماغ‌سفید[۹]
  - تیغ‌پره‌ای[۷]
  - عقرب‌ماهیان (عقرب‌ماهیان)
  - صخره‌ماهیان (rockfishes)[۷]
  - زبره‌ماهیان[۷]
  - سنگ‌ماهیان (سنگ‌ماهی)
  - منجک‌ماهیان (منجک‌ماهیانes)[۷]
  - خروسک‌ماهی (خروسک‌ماهی)